# Paralampona cobon
Paralampona cobon är en spindelart som beskrevs av Norman I. Platnick 2000. Paralampona cobon ingår i släktet Paralampona och familjen Lamponidae.
Artens utbredningsområde är Victoria, Australien. Inga underarter finns listade i Catalogue of Life.